# Tử Nê
Tử Nê là một xã thuộc huyện Tân Lạc, tỉnh Hòa Bình, Việt Nam.
Xã Tử Nê có diện tích 17.07 km², dân số năm 1999 là 3812 người, mật độ dân số đạt 223 người/km².